# Влодзімеж (Ласький повіт)
Влодзімеж (пол. Włodzimierz) — село в Польщі, у гміні Водзеради Ласького повіту Лодзинського воєводства.
Населення — 175 осіб (2011).
У 1975-1998 роках село належало до Серадзького воєводства.

## Демографія
Демографічна структура станом на 31 березня 2011 року:
|          | Загалом | Допрацездатний вік | Працездатний вік | Постпрацездатний вік |
| -------- | ------- | ------------------ | ---------------- | -------------------- |
| Чоловіки | 90      | 14                 | 64               | 12                   |
| Жінки    | 85      | 15                 | 50               | 20                   |
| Разом    | 175     | 29                 | 114              | 32                   |